# Кузякин, Дмитрий Викторович
Дмитрий Викторович Кузякин (род. 21 декабря 1961, Владимир) — российский политический деятель, депутат Государственной Думы VII созыва.

## Биография
01.2013 г. — 08.2015 г. преподаватель кафедры экономики Московского государственного индустриального университета.
с сентября 2015 г. — доцент кафедры экономики и таможенного дела Института Мировой экономики и информации

### Депутат госдумы
20 января 2021 года стал депутатом ГД РФ 7-го созыва, получив мандат умершего от COVID-19 Валентина Шурчанова.